# Tabasaraner

Tabasaranernas etniska flagga

Tabasaraner är ett kaukasiskt folkslag i den ryska delrepubliken Dagestan. Det omfattar omkring 150 000 personer, som talar tabasaranska och är huvudsakligen sunnimuslimer. Tabasaranerna bor huvudsakligen på den sydöstra sluttningen av Stora Kaukasus. De flesta bor i distrikten Tabasaran, Chiva och Derbent i Dagestan, medan ett litet antal finns i norra Kaukasus.

## Historik
Det första skriftliga omnämnandet av tabasaraner finns i armeniska källor från 600-talet, vari de omnämns som ett självständigt folk i Dagestan. Arabiska historiker benämner deras landområde som "Tabarstan". Under 700-talet erövrade araberna delar av Kaukasus, inklusive tabasaranernas land.
På 1400-talet bildade tabasaranerna ett mäktigt furstendöme, men denna statsbildning splittrades till slut i två efter interna stridigheter, och bägge erövrades av ryssarna i början av 1800-talet.
År 1860 slogs de två tidigare feodala statsbildningarna ihop till Kaitag-Tabasarandistriktet, som leddes av en lokal ledare under tsaradministrationen. Lokala byledningar formerades också då.

## Religion
Den helt övervägande delen av tabasaranerna är sunnimuslimer och följer rättsskolan Shafi.

## Näringar
Tabasaransk ekonomi har traditionellt varit en jordbruksekonomi med åkerbruk och boskapsskötsel, eftersom dess land haft ett milt klimat och god vattentillgång. Vanligt är odling av spannmålsgrödor, trädgårdsskötsel och vinodling. Tillverkning av mattor, läderhantverk, yllevävning, trähantverk och biodling utgör jord- och skogsbruksbaserade näringar.